# Gasponia penicillata
Gasponia penicillata là một loài bọ cánh cứng trong họ Cerambycidae.